# Potter's "Linia"
Pottertje is de informele naam van een kleine, bruinzwarte hoestbonbon, verkocht in kleine hoeveelheden (12,5 gram) in blikjes, oorspronkelijk als Potter's "Linia", later als Potter's Original.

## Geschiedenis

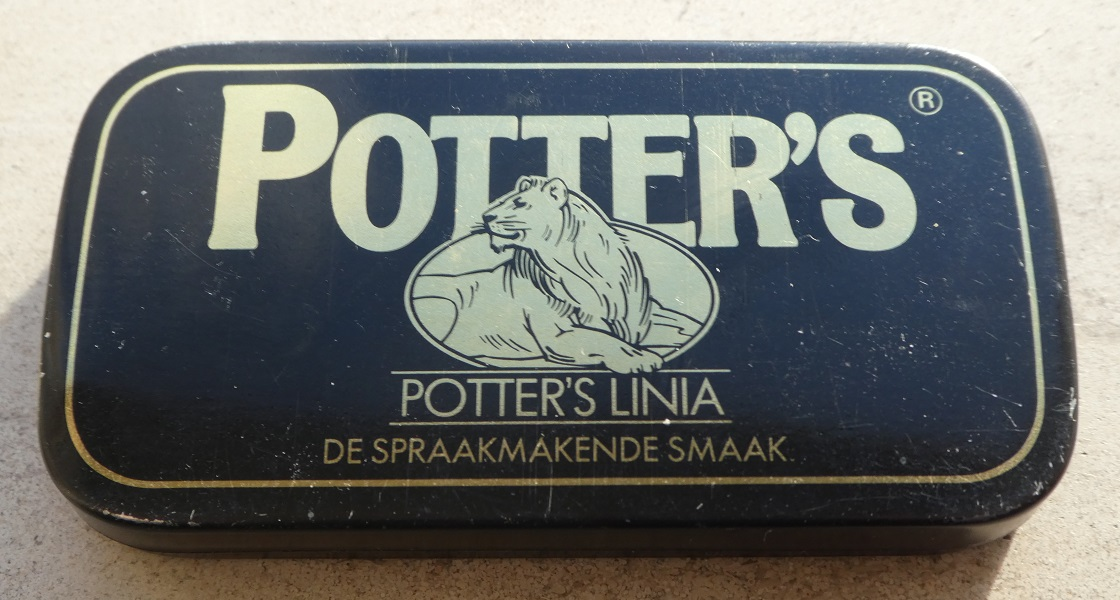
Een oud doosje Potter's Linia.

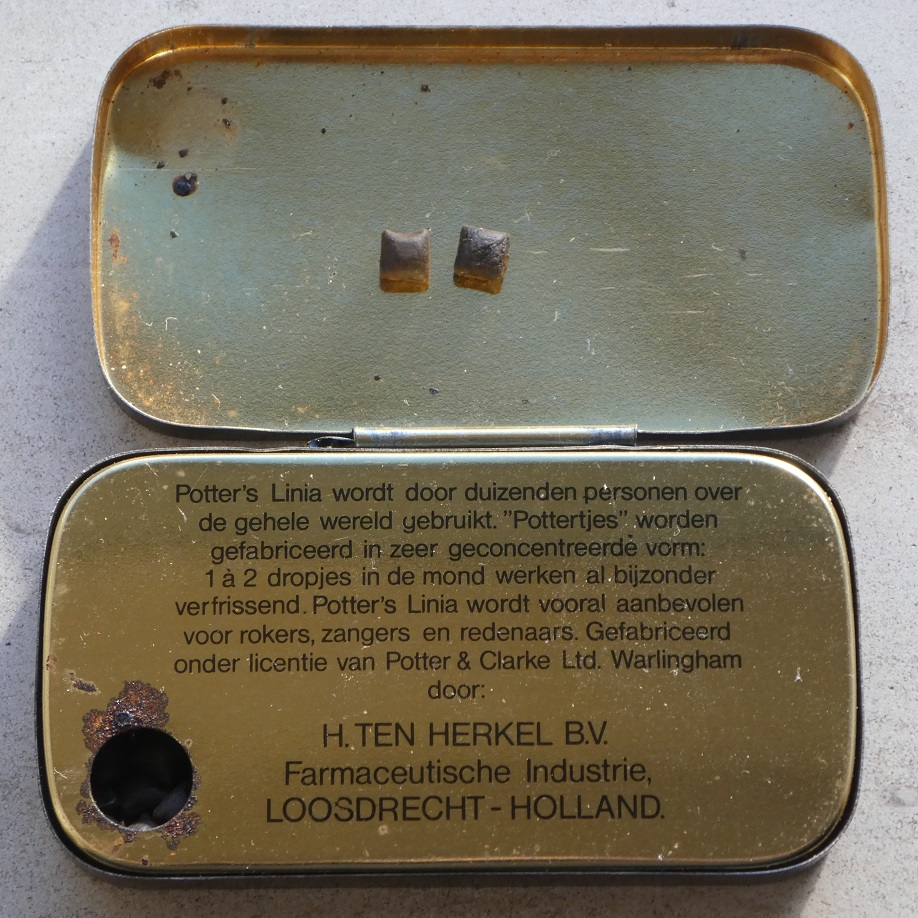
De pottertjes in dit oude doosje Potter's Linia hebben een afmeting van 3,8 mm. bij 4.8 mm. bij 5.1 mm.

In 1812 richtte Henry Potter in Londen een firma op die zich toelegde op de productie en verkoop van medicinale supplementen op basis van kruiden en andere plantenextracten. In 1873 trad Charles Clarke toe als partner.
Sinds 1915 wordt Potter's "Linia" in Nederland verkocht door de firma H. ten Herkel B.V. Farmaceutische Industrie, gevestigd in Hilversum, later Loosdrecht, en tegenwoordig in Zeewolde. De firma liet de dropjes in licentie vervaardigen, verpakte en verkocht ze, en bleef dit doen nadat ze in Groot-Brittannië van de markt werden gehaald; het huidige Potters Herbals heeft geen dropjes in het assortiment.
Het oorspronkelijke Pottertje was tot 2013 5–6 mm lang, 4–5 mm breed en 3–4 mm hoog, kussenvormig en kauwbaar.
De merknaam werd veranderd in Potter's Original, volgens de fabrikant in 1960.
Eind 2012 werd het product groter en harder; het doosje meldde "verbeterde formule". Desgevraagd meldde de fabrikant dat de samenstelling ongewijzigd was, maar het productieproces veranderd, om aaneenkleven te vermijden; bovendien was de oorspronkelijke productiemachine versleten. Ingrediënten volgens de verpakking: zoethoutwortelextract, suiker, tarwebloem (glutenbevattende granen), natuurlijke menthol, kleurstof (carbo medicinalis vegetabilis), bijenwas.
In 2016 is weer overgestapt naar de kussenvormige en kauwbare versie. Ingrediënten volgens de verpakking: zoethoutwortel, suiker, tarwebloem (gluten), aroma (menthol). Ook capsanthine is in het verleden gebruikt.